# 50a Brigada Mixta (Exèrcit Popular de la República)
La 50a Brigada Mixta va ser una unitat de l'Exèrcit Popular de la República que va participar en la Guerra Civil Espanyola. Durant la major de la contesa va estar desplegada en el front de Guadalajara.

## Historial
La unitat va ser creada al febrer de 1937, en el front de Guadalajara, a partir dels batallons de milícies «Pueblonuevo-Ventas núm. 4», així com efectius procedents dels batallons «Leones Rojos núm. 1», «20 de Julio» i el Cinquè Regiment.
La unitat va quedar assignada a la nova 12a Divisió. Al començament de març, encara en fase de formació en el sector de Torija, la 50a BM es va veure embolicada per l'inici de l'ofensiva italiana en el front de Guadalajara. En aquell moment ocupava les posicions d'Alto Castejón, Monte Verdugal, Abánadas i Sacacorbo, que van rebre l'impacte de l'atac enemic. Conseqüència del desgast, la brigada va haver de retirar-se al llarg de la carretera de Madrid a Saragossa i seria retirada cap a la rereguarda, a Torija. Després que aquesta localitat fos conquistada pels italians va haver de tornar al combat, sofrint noves pèrdues; això va motivar una nova retirada del front i el seu enviament a Guadalajara per a ser sotmesa a una reorganització. Després de finalitzar les operacions militars la 50a BM va ser enviada al sector Hita-Alarilla.
Durant la resta de la contesa va romandre en el front de Guadalajara, sense prendre part en operacions militars de rellevància. El 10 d'agost de 1938 va ser traslladada al front de Conca, amb seu de comandament a La Serna, passant a quedar assignada a la 17a Divisió. Posteriorment passaria a quedar agregada a la 14a Divisió.
Al març de 1939, durant l'anomenat cop de Casado, alguns dels seus efectius van formar part de la potent columna que —al comandament del major de milícies Liberino González— va marxar sobre Madrid en suport de les forces «casadistes». Després del final dels combats va tornar al front de La Alcarria, on va romandre fins al final de la guerra.

## Comandaments
Comandants
- Major de milícies Eduardo Barceló Llacuri;[5][6]
- Comandant d'infanteria Francisco Jiménez Durán;
- Major de milícies Santiago Tito Buades;
- Major de milícies Alfonso Pérez Mielg;

Comissaris
- Antonio Solá Cuenca;
- Orencio López Tomal, de les JSU;[7]
- Joaquín Barco Solanas;

Caps d'Estat Major
- comandant d'infanteria Francisco Jiménez Durán;
- major de milícies Fernando Gil Ferragut;
- capità d'infanteria Antonio Merino Fernández;
- capità d'infanteria Luis Mercado Gómez;
- capità de milícies José Alegre Ramos;